# Symposia dubiosa
Espèce
Symposia dubiosa est une espèce d'araignées aranéomorphes de la famille des Cybaeidae.

## Distribution
Cette espèce est endémique de l'État d'Aragua au Venezuela,.

## Description
La femelle holotype mesure 2,2 mm.

## Publication originale
- Roth, 1967 : A review of the South American spiders of the family Agelenidae (Arachnida, Araneae). Bulletin of the American Museum of Natural History, no 134, p. 297-346 (texte intégral).